# Beauregard (Mississippi)
Beauregard è un comune (village) degli Stati Uniti d'America, situato nella contea di Copiah, nello Stato del Mississippi.